# Andreas Hensel (Tiermediziner)
Andreas Hensel (* 13. Januar 1961 in Mönchengladbach) ist ein deutscher Veterinärmediziner, Mikrobiologe und Hygieniker. Aus seiner Tätigkeit als Hochschullehrer an der Universität Leipzig heraus wurde er 2003 zum Präsidenten des im Jahr zuvor gegründeten Bundesinstituts für Risikobewertung (BfR) bestellt. Hensel ist seitdem auch der deutsche Vertreter im wissenschaftlichen Beirat (Advisory Forum) der Europäischen Behörde für Lebensmittelsicherheit (EFSA).

## Leben
Hensel besuchte von 1966 bis 1969 die Städtische Gemeinschaftsgrundschule Dammstraße und anschließend bis 1979 das Städtische Gymnasium in Dülken. Von 1979 bis 1986 studierte er an der Tierärztlichen Hochschule Hannover Veterinärmedizin, wo er auch ein Aufbaustudium in Mikrobiologie absolvierte. Von 1987 bis 1990 war er ebendort wissenschaftlicher Mitarbeiter und wurde 1988 mit einer Arbeit über die Kinetik inhalierter Bakterien zum Dr. med. vet. promoviert. Von 1991 bis 1994 war Hensel auch an der Universität Utrecht tätig, an der er den Ph.D. erwarb. Im Jahr 1994 wurde er Universitätslektor an der Veterinärmedizinischen Universität Wien, von 1994 bis 1997 forschte er als Senior Scientist im Zentrum für Molekulare Biologie am Biozentrum der Universität Wien. Von 1995 bis 1997 erhielt er ein Habilitationsstipendium der Deutschen Forschungsgemeinschaft (DFG) und war anschließende wissenschaftlicher Mitarbeiter am Institut für Bakteriologie, Mykologie und Hygiene der Veterinärmedizinischen Universität Wien. Er habilitierte 1997 an der Tierärztlichen Hochschule Hannover im Fachgebiet Mikrobiologie und wechselte im gleichen Jahr an die Veterinärmedizinische Fakultät der Universität Leipzig, an der er zuerst die C4-Professur für Tierhygiene innehatte. Von 1998 bis 2003 war er ordentlicher C4-Professor für Tierhygiene und Tierseuchenbekämpfung sowie auch der Direktor des Instituts für Tierhygiene und Öffentliches Veterinärwesen.
Hensel leitet seit 2003 als Präsident das Bundesinstitut für Risikobewertung (BfR) mit Hauptsitz in Berlin. Er wurde 2004 zum Honorarprofessor für Gesundheitlichen Verbraucherschutz und Risikobewertung an der Universität Leipzig ernannt. Die Freie Universität Berlin bestellte ihn 2013 zum Honorarprofessor für Lebensmittelhygiene. Anlässlich der 100-Jahr-Feier der Gründung der Veterinärmedizinischen Fakultät der Universität Leipzig wurde Hensel am 29. September 2023 die Ehrendoktorwürde der Universität Leipzig verliehen.

## Kritik
Der Verein Umweltinstitut München sah 2017 in der Vorgehensweise des BfR während der Risikobewertung von Glyphosat ein „Plagiieren“ und somit einen Verstoß gegen die Leitlinien der EU-Kommission zur Erstellung von Bewertungsberichten. Der Verein stellte eine Dienstaufsichtsbeschwerde gegen Hensel als Leiter des BfR und forderte seine Entlassung. Das Bundesministerium für Ernährung und Landwirtschaft wies die Dienstaufsichtsbeschwerde mangels Anhaltspunkten für eine Dienstpflichtverletzung zurück. Hensel hatte zuvor schon geäußert, die Plagiatsvorwürfe beruhen auf „Unkenntnis der gesetzlichen nationalen und internationalen Verfahren“ und würden die Wissenschaft diskreditieren.

## Mitgliedschaften
Andreas Hensel ist Mitglied in zahlreichen wissenschaftlichen Beiräten und Gesellschaften, u. a. dem wissenschaftlichen Beirat des Julius Kühn-Instituts – Bundesforschungsinstitut für Kulturpflanzen (JKI), dem wissenschaftlichen Beirat der Europäischen Behörde für Lebensmittelsicherheit (EFSA), der American Society for Microbiology (ASM), der Deutschen Veterinärmedizinischen Gesellschaft (DVG), dem Kuratorium für Technik und Bauwesen in der Landwirtschaft (KTBL) und der Deutschsprachigen Mykologischen Gesellschaft (DMykG).